# Törekvés SE
Törekvés SE ist ein ungarischer Sportverein aus Budapest. Die Fußballabteilung wurde im Jahr 1917 Vizemeister in der Nemzeti Bajnokság.

## Geschichte
Törekvés SE wurde im Jahr 1900 als Eisenbahn-Sportverein gegründet. Die Fußballabteilung des Klubs stieg im Jahr 1903 erstmals in die erste ungarische Liga, die Nemzeti Bajnokság auf, musste am Ende der Saison aber wieder absteigen. Von 1907 bis zur Gründung der ungarischen Profi-Liga im Jahr 1926 war der Klub ununterbrochen erstklassig und feierte mit der Vizemeisterschaft 1916/17 hinter MTK Budapest den größten Erfolg der Vereinsgeschichte. Törekvés stellte keine Profi-Mannschaft und spielte zunächst in den Amateurligen weiter. Erst in der Saison 1935/36 war der Klub wieder im Oberhaus vertreten, dem er – mit Unterbrechungen – bis zur Saison 1945/46 angehörte.
Seitdem spielt Törekvés zumeist in der dritten ungarischen Liga oder in der Budapester Stadtliga. Im Jahr 1951 wurde der Vereinsname in Kőbányai Lokomotív SK geändert, benannt nach dem Budapester Stadtteil Kőbánya. Im Jahr 1955 erfolgte die Umbenennung in Kőbányai Törekvés, bevor er im Jahr 1958 seinen heutigen Namen erhielt.

## Ehemalige Spieler
- Árpád Weisz